# Dysdera simbeque
Dysdera simbeque es una especie de arañas araneomorfas de la familia Dysderidae.

## Distribución geográfica
Es endémica de Lanzarote (España).